# Життєві форми рослин
Життєва форма рослини — морфологічна будова рослини, що склалася у процесі еволюції і відображає у зовнішньому вигляді її пристосування до умов життя.
Є ряд класифікацій життєвих форм рослин, в основі яких лежить різний підхід до їх вивчення.
Термін «життєва форма» щодо рослин був запропонований у 80-х рр. XIX століття відомим данським ботаніком Вармінґом (1884). Він розумів під цим поняттям «форму, в якій вегетативне тіло рослини (індивіда) знаходиться в гармонії із зовнішнім середовищем протягом всього його життя, від колиски до труни, від сімені до відмирання».
Таке визначення виявилося дуже ємним. По-перше, воно підкреслювало, що життєва форма рослини не залишається постійною, а може мінятися у міру дорослішання і старіння. По-друге, у визначенні сказано, що найважливішу роль в становленні життєвої форми відіграє зовнішнє середовище. Але це, звичайно, не означає, що життєва форма будь-якої рослини нескінченно пластична і залежить тільки від безпосередньо діючих у даний момент умов. Кожен вид рослин реагує на зовнішні дії в рамках своїх спадково закріплених можливостей. Суниця, наприклад, не стане розлогим деревом навіть за найсприятливіших для росту і галуження умов. Кажучи про гармонію із зовнішнім середовищем, ми маємо на увазі, що в життєвій формі кожного виду, що склалася, виявляються риси спадкової, виробленої в процесі природного відбору пристосованості до певного комплексу зовнішніх чинників.
Поняття «життєва форма» та «форма росту» вживаються як синоніми, незважаючи на спроби прив'язати поняття форми росту до типів галуження. Більшість систем життєвих форм розроблені лише для судинних рослин.

## Класифікація X. Раункієра

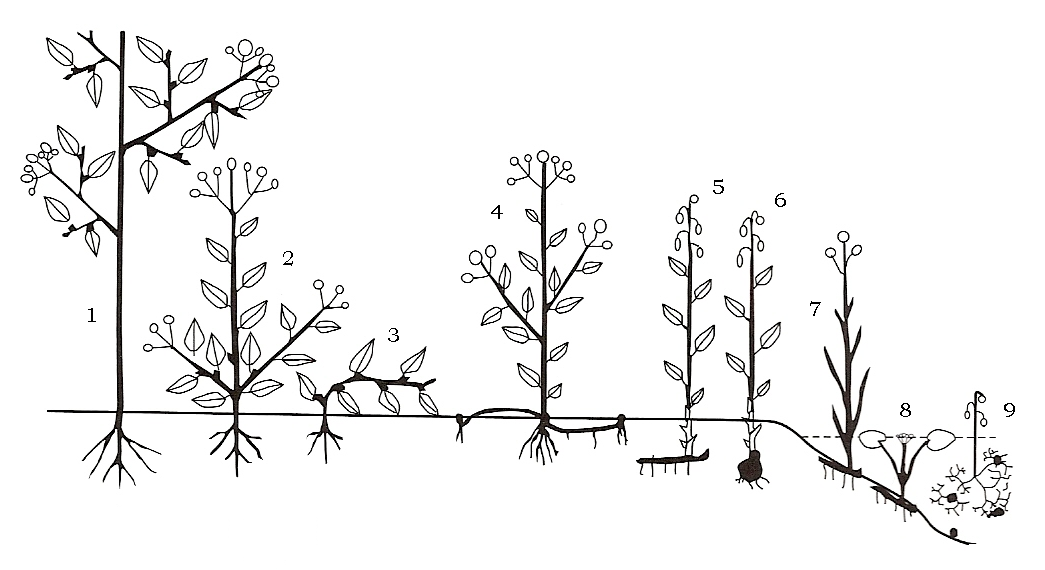
Класифікація життєвих форм рослин (за Раункієром):
1. Фанерофіти · 2-3. Хамефіти · 4. Гемікриптофіти · 5-9. Криптофіти · 5-6 Геофіти · 7-Гелофіти 8-9-Гідрофіти

За кордоном широко користуються системою ботаніка Крістена Раункієра (1905, 1907), яка спирається переважно на розміщення бруньок чи верхівок пагонів протягом несприятливої пори року щодо поверхні ґрунту і снігового покриву. Ця ознака має глибокий біологічний зміст: захист твірних тканин рослин, призначених для продовження росту, забезпечує безперервне існування особини в умовах середовища, що різко змінюється.
Система життєвих форм Раункієра (1905) — система, що класифікує рослини за критерієм стану та способу захисту бруньок поновлення протягом несприятливого періоду (холодного або сухого).
Раункієр класифікував п'ять основних типів життєвих форм, спектри яких відображають різноманітність екологічних умов, у яких сформувалась рослинність. Підраховуючи відсоток видів, що належать до тієї чи іншої життєвої форми, отримують так звані спектри життєвих форм у різних областях земної кулі або в різних типах рослинності планети.
1. Фанерофіти (від дав.-гр. φανερός («phaneros») — явний, φυτόν («phyton») — рослина) — одна з життєвих форм рослин, бруньки відновлення яких розташовані високо над землею і захищені від вимерзання лусками. До фанерофітів відносять дерева (напр. дуб, бук, ясен, сосну, ялину) і кущі (крушину, ліщину, калину та ін.).
2. Хамефіти (від дав.-гр. χαμαί (khamai) — на землі, внизу, низько, φυτόν — рослина) — невисокі рослини, бруньки відновлення яких знаходяться на зимуючих пагонах низько над землею (20-30 см) і захищені від вимерзання лусками, підстилкою та сніговим покривом. Наприклад, брусниця, верес, чорниця, чебрець та ін.
3. Гемікриптофіти (від дав.-гр. ἡμι (hemi) — напів, κρυπτός (kryptos) — прихований, φυτόν — рослина) — трав'янисті багаторічники, бруньки відновлення яких закладаються близько до поверхні ґрунту й покриваються на зиму відмерлою надземною частиною. Наприклад, суниці, кульбаба, жовтець та ін.
4. Криптофіти (від дав.-гр. κρυπτός (kryptos) — прихований, φυτόν — рослина) — життєва форма трав'янистих багаторічних рослин, у яких бруньки відновлення закладаються в бульбах, кореневищах, цибулинах і знаходяться під землею або під водою. Напр. картопля, конвалія, тюльпан та ін. Криптофіти поділяються на такі групи:

- Геофіти (від дав.-гр. γῆ (ge) —земля, φυτόν — рослина) — види, у яких бруньки відновлення розміщені на підземних органах (цибулинах, кореневищах, коренях).
- Гелофіти (від дав.-гр. ἕλος (helos) — болото, φυτόν — рослина) — рослини боліт та прибережжя, бруньки відновлення у яких розташовані нижче дна водоймища.
- Гідрофіти (від дав.-гр. ὕδωρ, ὑδρο- (hydor, hydro-) — вода, φυτόν — рослина) — рослини, що прикріплені до ґрунту і нижньою частиною занурені у воду, бруньки відновлення зимують на дні водойм. Напр. стрілолист, очерет, та ін.

5. Терофіти (від дав.-гр. θέρος (theros) — літо, φυτόν — рослина) — однорічні рослини, які зимують у вигляді насіння або спор. Наприклад, грицики, коноплі, жито, пшениця, овес, мак та ін. однорічні рослини).

## Життєві форми за І.Г.Серебряковим
Радянський ботанік І. Г. Серебряков розробив (1952, 1964) повну систему, в основу якої поклав зовнішній вигляд рослини, тісно пов'язаний з ритмом її розвитку.
Основні категорії життєвих форм (типи або класи) — дерева, чагарники і трави — відрізняються висотою, ступенем здерев'яніння осьових органів і тривалістю життя надземних пагонів. Вивчення життєвих форм рослин є предметом дослідження окремої галузі ботаніки — морфології рослин. Характеристика кожної життєвої форми у вищих рослин складається на основі визначення морфологічних ознак надземних і підземних пагонів та кореневих систем з урахуванням ритму розвитку і тривалості життя. До однієї життєвої форми можуть належати рослини різних видів і родів і, навпаки, рослини одного виду можуть утворювати кілька життєвих форм.
Використавши і узагальнивши запропоновані у різний час класифікації, І. Г. Серебряков запропонував називати життєвою формою своєрідний габітус певних груп рослин (Серебряков, 1955). «Під життєвою формою можна розуміти своєрідність тих чи інших груп рослин, виражену в специфіці їх сезонного розвитку, в способах щорічного наростання і відновлення, у внутрішній і зовнішній структурі їх органів і в кінцевому підсумку, як наслідок, у зовнішньому вигляді, або габітусі рослини, що історично виник у певних ґрунтово-кліматичних умовах і відображає пристосованість рослин до цих умов». В основу своєї класифікації І. Г. Серебряков поклав ознаку тривалості життя всієї рослини і її скелетних осей. Він виділив такі життєві форми рослин: 
А. Деревні рослини
- Дерева
- Чагарники
- Чагарнички

Б. Напівдеревні рослини
- Напівчагарники
- Напівчагарнички

В. Наземні трави
- Полікарпічні трави (багаторічні трави, що квітнуть багато разів)
- Монокарпічні трави (живуть кілька років, квітнуть один раз і відмирають)

Г. Водні трави
- Земноводні трави
- Плаваючі і підводні трави

Відмінність між деревами, чагарниками, чагарничками, напівчагарниками, напівчагарничками і трав'янистими рослинами полягає крім різного ступеня здерев'яніння їх стебел в тривалості життя і характері зміни скелетних пагонів в загальній пагоновій системі.
Життєва форма дерева виявляється виразом пристосування до найсприятливіших для росту умов. Більш за все видів дерев — у лісах вологих тропіків (до 88 % в амазонській області Бразилії), а в тундрі і високогір'ях справжніх дерев немає. У зоні тайгових лісів дерева теж панують в ландшафті, проте там вони представлені лише кількома видами. Не більш 10-12 % від загального числа видів складають дерева і у флорі помірної лісової зони Європи. Відмінна риса дерева — утворення єдиного стовбура, головної осі, що росте (в довжину і в товщину) інтенсивніше за решту пагонів і завжди прагне зберегти більш-менш вертикальний напрям росту. Галуження стовбура дерева, якщо воно взагалі виражене, акротонне — тобто найсильніші гілки розвиваються ближче до верхівки стовбура і його крупних відгалужень. Так, у дерева у верхній частині стовбура формується крона. Розміщення крони високо над землею дозволяє дереву максимально вловлювати світло.
Стовбур у дерев живе стільки ж, скільки й усе дерево в цілому, — від кількох десятків до кількох сотень, а іноді і тисяч (наприклад, мамонтове дерево) років. Сплячі бруньки при основі стовбура дерева дають сестринські стовбури тільки в тому випадку, якщо головний стовбур зрубаний або пошкоджений. Відомо, що після вирубування у берези, дуба і ряду інших листяних дерев утворюється пнева поросль. Мешканці міст щорічно спостерігають формування нової крони на стовбурі тополь після так званого глибокого обрізання. У хвойних дерев здатність до утворення сплячих бруньок виражена набагато слабше, і тривалість їх життя менша, тому у ялини, сосни, ялиці звично не буває відрощування нових пагонів від пня. Стимулом для пробудження сплячих бруньок може служити також природне старіння материнської системи пагонів, пов'язане із загасанням життєдіяльності нормальних бруньок відновлення.
У чагарників головний пагін починає рости як невелике деревце, проте досить рано, на 3-10-й рік життя, із сплячих бруньок при основі першого стовбура починають рости нові, часто переганяючи материнський і поступово змінюючи один одного. В цілому тривалість життя чагарника може бути теж дуже великою і досягати кількох сотень років, але кожен зі стовбурів живе в середньому 10-40 років (крайні межі — від 2 років у малини до 60 з гаком років у жовтої акації, бузку та ін.). Вони змінюються у міру відмирання головного і найближчих до нього дочірніх стовбурів в центрі куща і появи нових на периферії.
Чагарнички є мініатюрними чагарниками з тим же способом галуження, проте вони більш низькорослі і тривалість життя скелетних осей у них менша, 5-10 років. Дуже поширені чагарнички в тундрі, високо в горах, на сфагнових болотах, під покривом хвойних лісів (чорниця, брусниця, лохина, журавлина, верес і т. д.).
Цвітіння і плодоношення у чагарників і чагарничків щорічно приводить до відмирання частини пагонової системи, але дуже невеликої частини. А ось у рослин, що відносяться до напівдеревних, а особливо до трав'янистих життєвих форм, це відмирання виконує вирішальну роль у формуванні їх загального вигляду. Напівчагарники і напівчагарнички особливо характерні для пустельних і напівпустельних місцевостей (різні види полинів, солянок), формуються за принципом чагарника, але мають меншу тривалість життя скелетних осей (5-8 років) і до того ж щорічно (у дорослому стані) втрачають після цвітіння всю верхню частину своїх річних квітконосних пагонів. Дерев'яниста багаторічна система «пеньків», що залишається, несе на собі бруньки відновлення, розташовані над землею.
У багаторічних трав'янистих рослин прямостоячі надземні пагони живуть один вегетаційний сезон і після цвітіння і плодоношення цілковито відмирають. Але на основі, що залишається, під землею або на рівні ґрунту, формуються зимуючі бруньки. У деяких трав, розеткових і повзучих, щільно притиснуті до ґрунту надземні стебла можуть жити і декілька років.

## Зміни життєвих форм
Більшість рослин протягом життєвого циклу та в різних екологічних умовах так чи інакше підтримують властиву їм життєву форму. Але в екстремальних кліматичних умовах можна спостерігати зміни життєвих форм. Так в альпійському поясі Карпат костриця лежача (Festuca supina) може виступати як щільнодернинна, так і як повзуча зі стеблородними коренями; лохина (Vaccinium uliginosum) може бути як сланкою, так і короткокореневищною; рододендрон миртолистий (Rhododendron myrtifolium), який звичайно представлений сланкою життєвою формою з пагонами, які полягають униз по схилу та вкорінюються, в подальшому відмираючи на дистальному кінці, у більш екстремальних умовах можуть утворювати подушкоподібні форми зі збереженням системи головного кореня та ортотропними, не полягаючими пагонами.